# مکان درست، آدم اشتباه
مکان درست، آدم اشتباه (انگلیسی: Right Place, Wrong Person) دومین آلبوم استودیویی رپر کره‌ای آراِم از گروه بی‌تی‌اس است که در ۲۴ مه ۲۰۲۴ توسط بیگ هیت میوزیک منتشر شد. این آلبوم شامل تک‌آهنگ «Come Back to Me» است که در جایگاه شماره ۲۴ فهرست ۲۰۰ آهنگ جهانی بیلبورد قرار گرفت.

## جدول‌های موسیقی
| جدول (۲۰۲۴)                                 | بالاترین جایگاه |
| ------------------------------------------- | --------------- |
| آلبوم‌های استرالیایی (ای‌آرآی‌ای)              | ۵۰              |
| آلبوم‌های اتریشی (آلبوم‌های او۳)              | ۷               |
| آلبوم‌های بلژیکی (اولتراتاپ فلاندرز)         | ۴۰              |
| آلبوم‌های بلژیکی (اولتراتاپ والونیا)         | ۷               |
| آلبوم‌های کانادایی (بیلبورد)                 | ۵۶              |
| آلبوم‌های بین‌المللی کرواسی (اچ‌دی‌یو)          | ۱۷              |
| آلبوم‌های هلندی (جدول‌های هلند)               | ۹۳              |
| آلبوم‌های آلمانی (۱۰۰ آلبوم برتر رسمی)       | ۹               |
| آلبوم‌های مجارستانی (ماهاز)                  | ۳۱              |
| آلبوم‌های ایرلندی (انجمن صنعت ضبط ایرلند)    | ۶۳              |
| آلبوم‌های ایتالیایی (فیمی)                   | ۴۹              |
| آلبوم‌های ژاپنی (اوریکون)                    | ۲               |
| آلبوم‌های ترکیبی ژاپنی (اوریکون)             | ۲               |
| آلبوم‌های داغ ژاپنی (بیلبورد ژاپن)           | ۲               |
| آلبوم‌های لیتوانی (ای‌جی‌ای‌تی‌ای)               | ۱۵              |
| آلبوم‌های نیوزیلندی (آرام‌ان‌زد)               | ۲۰              |
| آلبوم‌های لهستانی (ZPAV)                     | ۵               |
| آلبوم‌های پرتغالی (ای‌اف‌پی)                   | ۳               |
| آلبوم‌های اسکاتلندی (شرکت جدول‌های رسمی)      | ۱۱              |
| آلبوم‌های کره جنوبی (گائون)                  | ۲               |
| آلبوم‌های اسپانیایی (پروموزیکای)             | ۱۹              |
| آلبوم‌های فیزیکی سوئد (فهرست برترین‌های سوئد) | ۱۴              |
| آلبوم‌های سوئیسی (جدول موسیقی سوئیس)         | ۷               |
| آلبوم‌های بریتانیا (شرکت جدول‌های رسمی)       | ۳۷              |
| بیلبورد ۲۰۰ ایالات متحده                    | ۵               |
| آلبوم‌های رپ برتر ایالات متحده (بیلبورد)     | ۱               |

| جدول (۲۰۲۴)                | جایگاه |
| -------------------------- | ------ |
| آلبوم‌های ژاپنی (اوریکون)   | ۱۱     |
| آلبوم‌های کره جنوبی (گائون) | ۵      |